# San Lorenzo (zona arqueológica)

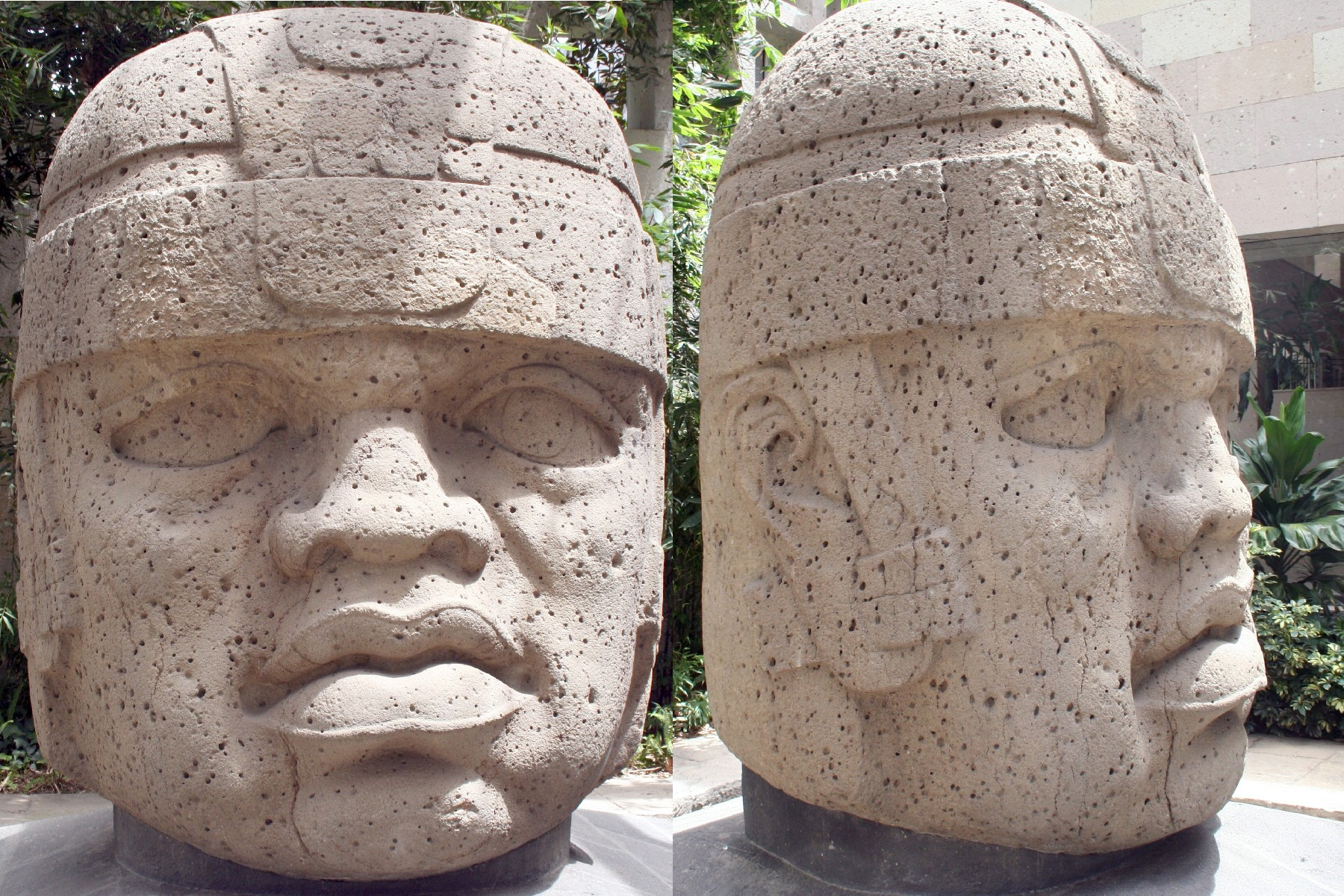
Cabeza olmeca, San Lorenzo Tenochtitlán, vista de frente y perfil.

La zona arqueológica de San Lorenzo se encuentra en el sureste del estado mexicano de Veracruz. En realidad, se trata de un complejo formado por tres sitios conocidos como San Lorenzo, Tenochtitlán (no debe confundirse con la capital mexica) y Potrero Nuevo. El complejo pertenece a la cultura olmeca que se desarrolló en el preclásico medio en las tierras bajas del Golfo de México. Se localiza en una pequeña comarca entre los ríos Coatzacoalcos y Chiquito.
Ubicado en el municipio de Texistepec, San Lorenzo Tenochtitlán considerado por investigadores como el primer centro regional olmeca, se desarrolló durante el periodo preclásico (1500-900 a. C.).
Se trata de uno de los sitios más antiguos de entre los que muestran evidencias de ocupación olmeca. Su fundación se sitúa alrededor de 1200 a. C. Su historia se prolonga hasta el 30 a. C. con algunas probables interrupciones de ocupación. 
San Lorenzo fue edificada en una plataforma artificial de unos cincuenta metros de altura, por encima de la sabana en la que se localiza. La plataforma no tiene un perímetro regular, tres de sus lados muestran barrancas que serpentean entre altas lomas. Parece ser que estas barrancas también fueron construidas por manos humanas, y presentan cierta regularidad en algunos casos. Es posible establecer alguna similitud simbólica entre esta plataforma y la pirámide del sitio de La Venta, construida con la forma de un cono con entrantes y salientes. 
En el sitio de San Lorenzo han sido encontradas cerca de cuatro docenas de esculturas de piedra. Veinticuatro de las piezas arqueológicas fueron encontrados por Stirling, el resto por Coe, ambos, arqueólogos especializados en la región. La mayoría de las piezas han sido trasladadas al Museo de Antropología de Xalapa. Ann Marie Cyphers, investigadora de la UNAM, dirige desde 1990 la investigación de la ciudad antigua. 

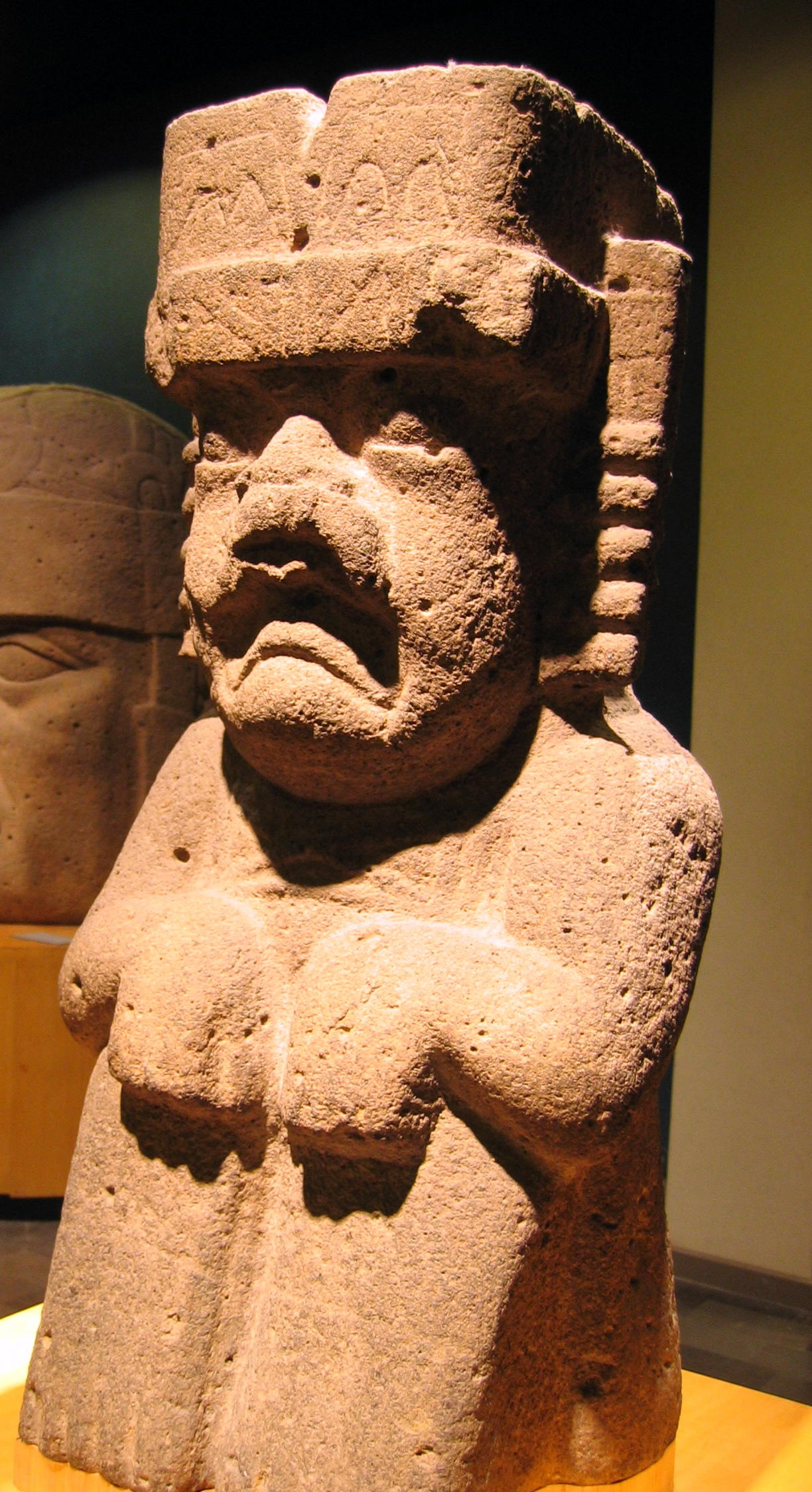
Olmeca Jaguar sentado de San Lorenzo.

San Lorenzo posee muchos montículos, aunque su altura es escasa. La mayor parte de ellos corresponden a las últimas fechas de ocupación olmeca en la región. Se trata de un segundo intento de planificación urbana, relacionado con el centro ceremonial de La Venta, aunque el urbanismo de San Lorenzo no es tan complejo como el del sitio tabasqueño. Algunos de estos montículos presentan indicios del modelo de vivienda que se desarrollará más tarde en toda el área mesoamericana: un patio central, alrededor del cual se distribuyen las habitaciones familiares.